# Heteropliohip
L'heteropliohip (Heteropliohippus hulberti) és una espècie extinta de mamífer perissodàctil de la família dels èquids que visqué a Nord-amèrica durant el Miocè. Se n'han trobat restes fòssils a Califòrnia (Estats Units). Es tracta de l'única espècie del gènere Heteropliohippus. Es distingeix dels altres èquids hipsodonts del Neogen per 18 caràcters cranials, dentals i de les extremitats. El nom genèric Heteropliohippus significa 'diferent de Pliohippus', mentre que el nom específic hulberti fou elegit en honor del paleontòleg estatunidenc Richard C. Hulbert, Jr.